# Quando il cuore s'innamora
Quando il cuore s'innamora è un album del cantante italiano Mauro Nardi del 1992 contenente 10 brani in lingua napoletana.

## Tracce
1. Core Core – 3:48 (A. Borrelli - B. Gallo - A. Selly)
2. Sto murenne – 4:49 (Francesco Staco)
3. Si overe me vuo' bene – 4:51 (A. Borrelli - V. D'Agostino - M. Flaminio)
4. Avrai Avrai – 3:35 (A. Borrelli - S. Baldares - S. Viola - A. Selly)
5. Voglia di te – 3:52 (L. Giuliano - V. D'Agostino)
6. Troppi vote – 4:13 (S. Viola - A. Borrelli - G. Fasano)
7. Nuie stamme 'nzieme – 3:50 (S. Viola - G. Fasano - A. Borrelli - A. Selly)
8. E che ffa' – 4:01 (A. Selly - B. Gallo)
9. E dico basta – 4:11 (A. Selly - B. Gallo)
10. E te purtaie cu mme' – 4:07 (G. D'Alessio - V. D'Agostino - A. Borrelli)